# Xã Lake Stay, Quận Lincoln, Minnesota
Xã Lake Stay (tiếng Anh: Lake Stay Township) là một xã thuộc quận Lincoln, tiểu bang Minnesota, Hoa Kỳ. Năm 2010, dân số của xã này là 156 người.